# Pete Sandoval
Pedro Rigoberto "Pete" Sandoval (El Salvador, 21 de mayo de 1964) es un baterista de death metal.
Es conocido por haber tocado en la agrupación Morbid Angel.
Actualmente, junto a David Vincent, son miembros de I Am Morbid y Terrorizer.

## Historia
El primer paso que dio en el mundo de la música fue cuando accedió a tocar con la banda de grindcore, Terrorizer, formada a mediados de 1980, donde comenzó a demostrar algunos de sus talentos musicales. Fuertemente influido por la música grindcore a su alrededor, Sandoval rápidamente mostró sus habilidades como baterista con poca formación en la educación musical.
En 1988, Sandoval fue invitado a unirse a la banda de death metal Morbid Angel. Al mismo tiempo, la alineación original de Terrorizer fue disuelta después de la salida de Sandoval y el guitarrista Jesse Pintado (que se sumó a Napalm Death).
Grabó el álbum Altars of Madness en tan sólo un par de meses de la adhesión a Morbid Angel. Según el guitarrista de Morbid Angel, Trey Azagthoth, la banda de vez en cuando veía a Sandoval en el piso en un charco de sudor. Después de ser despertado, él inmediatamente decía: «¡Es hora de volver al trabajo!».
Después de dominar el doble bombo en Morbid Angel, Sandoval también lo hizo en el álbum clásico de Terrorizer, World Downfall, donde brevemente la banda se reúne para grabar uno de los registros más importantes del género.

## Discografía

### Morbid Angel
- Altars of Madness (1989)
- Blessed Are the Sick (1991)
- Covenant (1993)
- Domination (1995)
- Entangled in Chaos (1996)
- Formulas Fatal to the Flesh (1998)
- Gateways to Annihilation (2000)
- Heretic (2003)

### Terrorizer
- World Downfall (1989)
- Darker Days Ahead (2006)
- Hordes of Zombies (2012)
- Caustic Attack (2018)